# Commission fédérale contre le racisme
La Commission fédérale contre le racisme (CFR ; en allemand : Eidgenössische Kommission gegen Rassismus, EKR ; Commissione federale contro il razzismo, CFR) est une commission d'experts extraparlementaire suisse chargée de combattre le racisme en Suisse.

## Description
La commission est créée le 1er juillet 1995 à la suite de la ratification de la Convention internationale sur l'élimination de toutes les formes de discrimination raciale et de l’adoption de la norme pénale antiraciste.
Rattachée au Département fédéral de l'intérieur, elle conseille le Conseil fédéral ainsi que les autorités de la Confédération et des cantons chargées de légiférer et d'exécuter des actes en matière de racisme.
Elle compte quinze membres, nommés par le Conseil fédéral pour un mandat de quatre ans. Elle se réunit cinq à six fois par an.

## Prises de positions
Dès sa création, la commission a critiqué la politique suisse de migration dite des trois cercles. Elle s'est également prononcée contre l'interdiction du foulard à l'école.

## Président
- Depuis 2024 : Ursula Schneider Schüttel, membre du Parti socialiste[5]
- 2012 - 2023 : Martine Brunschwig Graf, membre du Parti libéral-radical[6],[7]
- 1995 - 2011 : Georg Kreis, membre du Parti radical-démocratique, aussi membre de la commission Bergier[4]

## Membres connus
- Isabel Rochat[8],[Depuis quand ?] jusqu'en décembre 2012[9]